# Michèle Lhopiteau-Dorfeuille
 (août 2025).
Motif : Auto-promotion, sans sources de qualité
- Archive Wikiwix
- Bing
- Cairn
- DuckDuckGo
- E. Universalis
- Gallica
- Google
- G. Books
- G. News
- G. Scholar
- Persée
- Qwant
- (zh) Baidu
- (ru) Yandex
- (wd) trouver des œuvres sur Wikidata

| 1. | Préciser le motif de la pose du bandeau. | Précisez le motif de la pose du bandeau en utilisant la syntaxe suivante : {{admissibilité à vérifier\|date=août 2025\|motif=remplacez ce texte par le motif}}                                    |
| 2. | Informer les utilisateurs concernés.     | Pensez à avertir le créateur de l'article, par exemple, en insérant le code ci-dessous sur sa page de discussion : {{subst:avertissement admissibilité à vérifier\|Michèle Lhopiteau-Dorfeuille}} |

Pour les articles homonymes, voir Lhopiteau.
Michèle Lhopiteau-Dorfeuille est un professeur de musique et chef de chœur qui depuis 1998 écrit également des guides d'écoute accompagnés de CD audios, destinés aux mélomanes adultes désireux d'approfondir leur connaissance dans tel ou tel domaine de la musique classique. 
Elle est, depuis 2010, membre du Comité de Rédaction de la revue parisienne "l'Éducation Musicale".

## Biographie
Durant un séjour de sept ans en Côte d'Ivoire, elle reprend la direction de l'Ensemble vocal d'Abidjan et collabore ainsi, en 1985, avec Jean-Claude Casadesus et l'Orchestre national de Lille en tournée africaine.
Aux États-Unis, à Houston (Texas), elle fonde et dirige pendant trois ans le Chœur international de l'Alliance française, qui célèbre, accompagné par des membres de l'Orchestre symphonique de Houston, le cinquantième anniversaire du débarquement des Alliés en Normandie.
De retour à Bordeaux en septembre 1995, elle crée le Chœur international de Bordeaux qu'elle dirige jusqu’en 1999, date où elle retourne aux États-Unis.
Depuis 1990, Michèle Lhopiteau-Dorfeuille assiste ponctuellement le chef de chœur et chef d'orchestre français Michel Piquemal, dans le cadre des Académies d'été de l'Abbaye de Sylvanès (Aveyron) et de l'Abbaye aux Dames de Saintes.
Après un séjour de trois ans au Tchad, elle vit actuellement en Dordogne et dirige trois chœurs mixtes pour adultes, dont un à Bordeaux-Mérignac.

## Livres
(août 2025).
Dans la collection Toutes les clés pour explorer la musique classique, Éditions Le bord de l'eau, 
- 1998 : "De l'Antiquité à nos jours" découverte des différents styles musicaux avec 2 CD audio.
- 1999 : "La musique Vocale Sacrée", accompagnée de trois CD d'illustrations sonores.
- 2001 : "La musique instrumentale sous toutes ses formes", avec 3 CD.
- 2005 : "L'opéra dans tous ses états", avec 4 CD.
- 2011 : "Wolfgang Amadeo Mozart : rêver avec les sons", avec 2 CD d'illustrations sonores, un essai basé sur la correspondance de la famille Mozart, toujours aux Éditions Le bord de l'eau.
- 2013 : "Brèves histoires de chœurs", un recueil de 40 nouvelles relatant les expériences de l'auteur en tant que choriste puis chef de chœur aux quatre coins de la planète, de l'Équateur au Tchad en passant par la France, les États-Unis, la Côte d'Ivoire, l'Autriche  et la Pologne.

Les droits d'auteur de ce livre sont intégralement destinés au fonds de dotation CASCA (Comité d'aide et de soutien aux chœurs amateurs) créé pour soutenir en priorité les chœurs de jeunes.
- 2014 : « Jean-Sébastien Bach, un sacré tempérament » avec deux CDs d’illustrations sonores
- 2017 : « Ludwig van Beethoven, l’Art pour unique raison de vivre » avec 2 CDs d’illustrations sonores.
- 2019 : « Franz Schubert, la Musique du Cœur », avec 2 CDs  d’illustrations sonores.
- Regards sur Dmitri Schostakovitch (1906-1975), in un article paru dans L'Éducation musicale, n° 531/532, Éditions Beauchesne.